# Rosemarie Gerstenberg
Rosemarie Gerstenberg (* 12. April 1918 in Tübingen; † nach 2001) war eine deutsche Schauspielerin und Hörspielsprecherin.

## Leben
Gerstenberg besuchte von 1937 bis 1938 die Schauspielschule des Deutschen Theaters Berlin und gab ebendort 1938 als „Käthchen“ in Sigmund Graffs Einsame Tat ihr Bühnendebüt. Am DT erhielt sie zwischen 1938 und 1941 auch ihr erstes Engagement. Es folgten Theaterstationen in Karlsbad, Aussig, Esslingen, Stuttgart, Frankfurt am Main sowie von 1953 bis 1958 Thalia Theater in Hamburg. Gerstenberg spielte die „Blanche“ in Tennessee Williams’ Endstation Sehnsucht in Stuttgart, die Titelrolle in Lessings Minna von Barnhelm sowie die „Hester“ in Terence Rattigans Lockende Tiefe, die „Iduna“ in Paul Burkhards Feuerwerk und die „Herminone“ in Shakespeares Wintermärchen in Hamburg.
Daneben übernahm Rosemarie Gerstenberg auch immer wieder Rollen in Film- und Fernsehproduktionen wie in den Mehrteilern Tadellöser & Wolff und Ein Kapitel für sich nach Walter Kempowski, Werner Völgers Rattigan-Adaption Das Abschiedsgeschenk sowie Jo Baiers Drama Wambo. Außerdem absolvierte sie Gastauftritte in Fernsehserien und -reihen wie Tatort, Air Albatros und Pfarrerin Lenau. Darüber hinaus arbeitete sie umfangreich als Sprecherin für Hörspielproduktionen.
Rosemarie Gerstenberg war in zweiter Ehe mit dem Regisseur Ilo von Jankó verheiratet. Ihr Sohn aus erster Ehe ist der Schauspieler und Regisseur Andreas Gerstenberg. Ihre Enkeltochter ist die Dramaturgin Judith Gerstenberg.

## Filmografie (Auswahl)
- 1953: Das Abschiedsgeschenk
- 1975: Tadellöser & Wolff
- 1979: Ein Kapitel für sich
- 1982: Die Murmel
- 1983: Geschichten aus der Heimat (Fernsehserie) Folge: Ein Zahnarzt ist auch nur ein Mensch
- 1987: Die selige Edwina Black
- 1996: Tatort – Schattenwelt
- 1999: Das verbotene Zimmer
- 2001: Wambo

## Hörspiele (Auswahl)
- 1958: Horst Mönnich: Kopfgeld – Regie: Fritz Schröder-Jahn (NDR)